# Dysphania tentans
Dysphania tentans là một loài bướm đêm trong họ Geometridae.